# Alix de Chacenay
Alix de Chacenay (née vers 1210, † avant 1278) est dame de Chacenay en Champagne. Elle est la fille d'Érard II de Chacenay et d’Emmeline de Broyes.

## Biographie

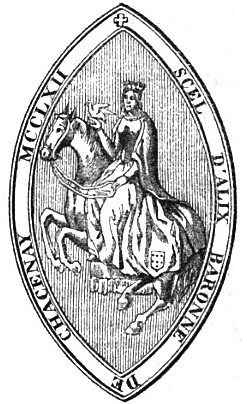
Sceau d'Alix, dame de Chacenay.

Elle hérite de la seigneurie de Chacenay à la mort de son frère ainé Érard III vers 1253.
En 1255, avec son premier époux Guigues V de Forez, elle affranchit le bourg de Chacenay. Veuve en 1259, elle reste comtesse-douairière de Forez.
À sa mort, n'ayant pas d'héritier, la seigneurie de Chacenay est divisée entre ses petits-neveux, les petits-fils de sa sœur Mathilde de Chacenay, qui a eu avec son époux Guy d'Arcis-sur-Aube un fils unique : Jean III d'Arcis-sur-Aube, mort en 1273.

## Croisades
Alix aurait été dès son plus jeune âge habituée par son père Érard II de Chacenay aux bruits des combats.
La légende raconte qu'elle aurait par la suite accompagné son père en croisade en Terre Sainte. Alors que celui-ci était blessé, elle aurait mis son armure et pris sa place pour aller au combat.

## Mariage et enfants
Probablement après 1248, Elle épouse en premières noces Guigues V, comte de Forez, fils de Guigues IV de Forez et de Mahaud de Dampierre, peu après qu'il soit de retour de croisade, mais ils n'ont pas de postérité ensemble.
Veuve en 1259, elle épouse en secondes noces l'année suivante Guillaume III, vicomte de Melun, fils de Guillaume II de Melun et de Comtesse de Sancerre, mais ils n'ont pas de postérité ensemble.

## Sources
- Marie Henry d'Arbois de Jubainville, Histoire des Ducs et Comtes de Champagne, 1865.
- Lucien Coutant, Notice historique et généalogique de la terre et baronnie de Chacenay (lire en ligne)
- Charles Lalore, Les sires et les barons de Chacenay (lire en ligne)
- Lucien Coutant, Sceau d'Alix de Chacenay (lire en ligne)